# ビヨンド・ユートピア 脱北
『ビヨンド・ユートピア 脱北』（Beyond Utopia）は、マドレーヌ・ギャヴィン監督による2023年のアメリカ合衆国のドキュメンタリー映画である。2023年サンダンス映画祭でプレミア上映された。この映画では韓国の人権活動家であり、2000年以降に1000人以上の脱北者を支援してきたキム・ソンウンを中心に描かれている。

## 公開
2023年1月21日に2023年サンダンス映画祭でプレミア上映された。2023年10月8日には第28回釜山国際映画祭の「ドキュメンタリー・ショーケース」部門で上映された。アメリカ合衆国では2023年後半にロードサイド・アトラクションズ配給で公開された。またファゾム・イベントで2023年10月23日と24日の2日間の全国配給権を獲得した。

## 評価
レビュー集積サイトのRotten Tomatoesは48件の批評に基づいて支持率は98%、平均点は8.6/10となっており、「スリラーのようなドキュメンタリー『ビヨンド・ユートピア 脱北』は抑圧下の生活を垣間見る、心を打つ、そして恐ろしい作品である」とまとめられた。Metacriticでは15件の批評に基づいて加重平均値は84/100と示された。
『/Film』のベン・ピアソンは10点満点中9点をつけ、手持ち撮影の映像を「驚異的としか言い様がない」と評した。『バラエティ』のオーウェン・グレイバーマンは印象的な直接のカメラワークを通して北朝鮮の「忘れられた」悲劇を観客に見せたと称賛した。一方で『ハリウッド・リポーター』はダニエル・フィエンバーミングは亡命家族を追いながら緊張感に満ちた感動的な物語が展開されると評価し、一方で北朝鮮に関する「乾いた、生気のない」歴史的な教訓が含まれており、説得力ある直接の証言とはそぐわないと指摘した。

### 受賞とノミネート
| 賞                                                 | 開催日         | 部門                                             | 候補                                                         | 決定       | 参照          |
| -------------------------------------------------- | -------------- | ------------------------------------------------ | ------------------------------------------------------------ | ---------- | ------------- |
| サンダンス映画祭                                   | 2023年1月29日  | 米国ドキュメンタリー・コンペティション: 審査員賞 | 『ビヨンド・ユートピア 脱北』                                | ノミネート | [ 10 ]        |
| サンダンス映画祭                                   | 2023年1月29日  | 米国ドキュメンタリー・コンペティション: 観客賞   | 『ビヨンド・ユートピア 脱北』                                | 受賞       | [ 10 ]        |
| シドニー映画祭                                     | 2023年6月18日  | GIO観客賞 (国際ドキュメンタリー)                 | 『ビヨンド・ユートピア 脱北』                                | 受賞       | [ 11 ]        |
| エルサレム映画祭                                   | 2023年7月23日  | 自由への魂賞                                     | 『ビヨンド・ユートピア 脱北』                                | ノミネート | [ 12 ]        |
| アジア太平洋映画賞                                 | 2023年11月3日  | ドキュメンタリー映画賞                           | 『ビヨンド・ユートピア 脱北』                                | ノミネート | [ 13 ]        |
| クリティクス・チョイス・ドキュメンタリー・アワード | 2023年11月12日 | ドキュメンタリー作品賞                           | 『ビヨンド・ユートピア 脱北』                                | ノミネート | [ 14 ]        |
| クリティクス・チョイス・ドキュメンタリー・アワード | 2023年11月12日 | 政治ドキュメンタリー賞                           | 『ビヨンド・ユートピア 脱北』                                | ノミネート | [ 14 ]        |
| クリティクス・チョイス・ドキュメンタリー・アワード | 2023年11月12日 | 監督賞                                           | マドレーヌ・ギャヴィン                                       | ノミネート | [ 14 ]        |
| クリティクス・チョイス・ドキュメンタリー・アワード | 2023年11月12日 | 編集賞                                           | マドレーヌ・ギャヴィン                                       | ノミネート | [ 14 ]        |
| シカゴ映画批評家協会賞                             | 2023年12月12日 | ドキュメンタリー賞                               | 『ビヨンド・ユートピア 脱北』                                | ノミネート | [ 15 ]        |
| セントルイス映画批評家協会賞                       | 2023年12月17日 | ドキュメンタリー映画賞                           | 『ビヨンド・ユートピア 脱北』                                | ノミネート | [ 16 ]        |
| アストラ映画&クリエイティブ・アーツ賞              | 2024年1月6日   | ドキュメンタリー作品賞                           | 『ビヨンド・ユートピア 脱北』                                | ノミネート | [ 17 ] [ 18 ] |
| シネマ・アイ・オナーズ                             | 2024年1月12日  | 観客賞                                           | 『ビヨンド・ユートピア 脱北』                                | 未決定     | [ 19 ]        |
| シネマ・アイ・オナーズ                             | 2024年1月12日  | 作品賞                                           | ジャナ・エデルバウム、レイチェル・コーエン、スー・ミ・テリー | 未決定     | [ 19 ]        |
| 女性映画ジャーナリスト同盟                         | 未公表         | ドキュメンタリー賞                               | 『ビヨンド・ユートピア 脱北』                                | 未決定     | [ 20 ]        |